# Arna (Bergen)

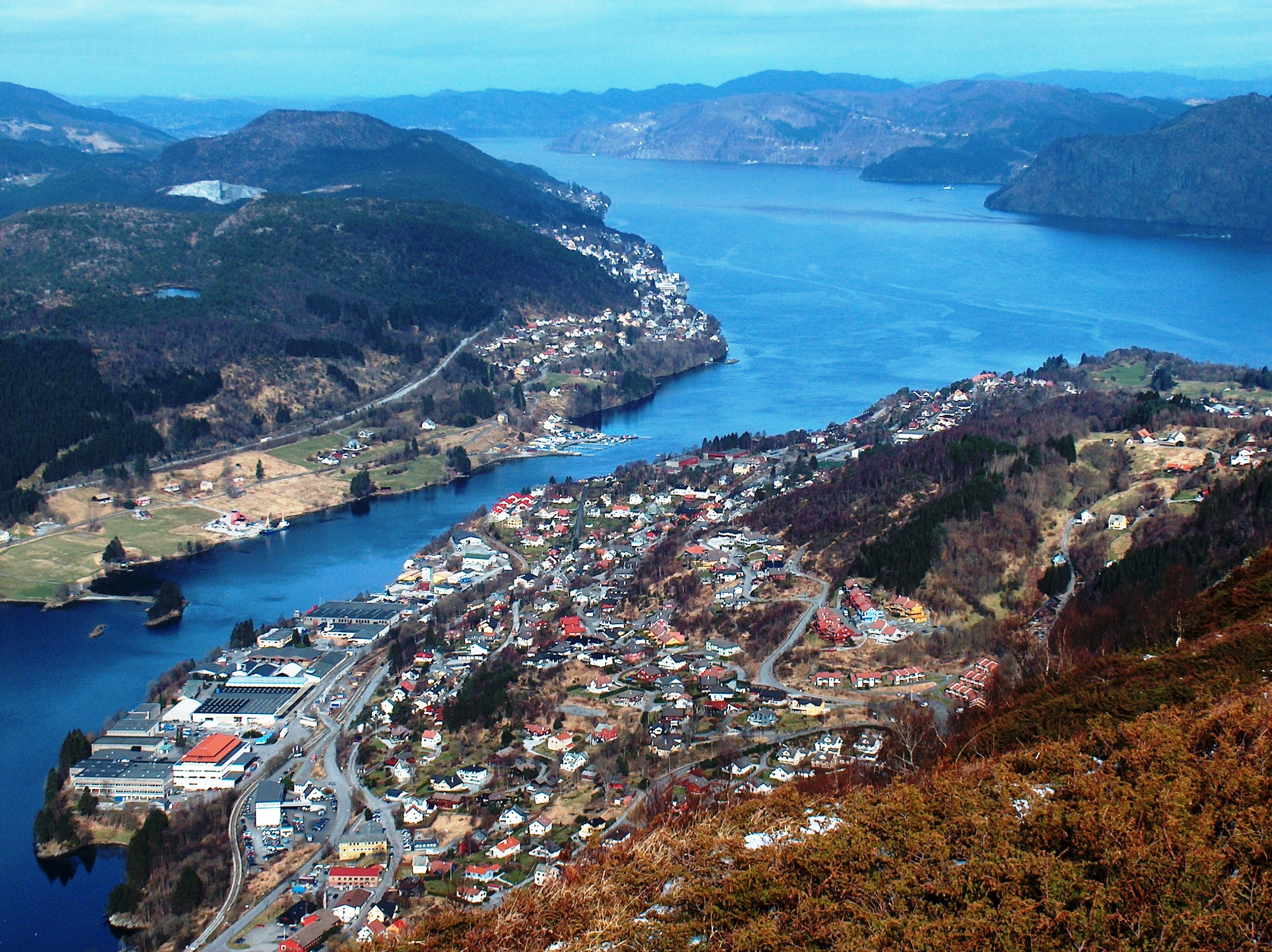
Vista della baia di Arnavågen

Arna è uno degli otto distretti (bydel) della città di Bergen, nella contea di Vestland, in Norvegia. Comprende la parte nord-orientale del comune. In precedenza era un comune autonomo ed è stata fusa nella città di Bergen nel 1972. 
Il distretto di Arna conta circa 13.000 abitanti. Si trova lungo il Sørfjorden, a est del centro della città di Bergen (il distretto di Bergenhus). Le grandi montagne Ulriken e Rundemanen si trovano tra il centro della città e Arna rendendo difficile raggiungere il centro da Arna: non ci sono tunnel stradali. Tuttavia, un viaggio in treno dalla stazione di Arna a Bergen richiede solo otto minuti poiché c'è un tunnel ferroviario (Ulriken Tunnel) attraverso la montagna. Anche la stazione Takvam e la stazione Trengereid si trovano all'interno del distretto, poco a est del villaggio di Indre Arna. La strada europea E16 attraversa Arna, lungo il litorale.
Il distretto di Arna è costituito da molte località più piccole, poiché questo distretto comprende alcune delle parti più rurali della città di Bergen. Tra le località vi sono Haukeland, Unneland, Espeland, Rødland, Haugland, Gaupås, Ytre Arna, Indre Arna, Arnatveit, Garnes, Takvam, Songstad e Trengereid.
Arna ha una stazione ferroviaria posta sulla linea Oslo-Bergen.

## Sport
Ad Arna ha sede la squadra di calcio femminile Arna-Bjørnar Fotball.